# Muzak (przedsiębiorstwo)
Muzak – amerykańskie przedsiębiorstwo zajmujące się produkcją i dystrybucją „muzyki do publicznego użytku”. Przedsiębiorstwo Muzak powstało na bazie przedsiębiorstwa „Wired Radion Inc” powstałego w 1934 i zajmującego się produkcją i instalacją kablowego radia. Jej nazwa powstała z połączenia słów Music i Kodak.
Programy Muzaka w ciągu niespełna dziesięciu lat zostały zakupione przez około 25% zakładów w USA. W połowie lat osiemdziesiątych w dźwiękowe tapety zaopatrywano kablami około 200 milionów odbiorców w całym uprzemysłowionym świecie.